# Walther Olympia
La Walther Modelo 1936 Olympia II es una pistola semiautomática de acción simple fabricada por Walther. La primera versión fue la M1925, formalmente conocida como la pistola automática Walther Sport cal.22 LR y se introdujo en 1925. Fue seguida por la M1932 la Olympia Pistole I y tuvo buenos resultados en los Juegos Olímpicos de 1932. El desarrollo final que hizo Walther fue la M1936 Olympia II que ganó cinco medallas de oro en los Juegos Olímpicos de Berlín de 1936 y efectivamente terminó el reinado olímpico del modelo Colt Woodsman Target. La pistola continuó siendo fabricada hasta 1944, pero no se hicieron cambios importantes durante la guerra. En 1952, la pistola fue reintroducida bajo licencia por Hämmerli-Walther. En 1957, Smith & Wesson presentó el Modelo 41, basado en la Olympia-Pistole. La Norinco TT Olympia es una copia china de la Walther M1936 Hunter fabricada en algún momento posterior a 1980. La mayoría de las variantes fueron compartidas para el .22 Long Rifle, pero la versión Schnellfeuer utilizó el .22 corto, producido para equipar al equipo alemán para los Juegos Olímpicos de Berlín de 1936 en los eventos de tiro rápido. La pistola Olympia tiene un cañón fijo, un martillo interno, un diseño deslizante de tapa abierta y tenía una gran empuñadura contorneada de madera que se extendía muy por debajo de la parte inferior del marco de la culata, lo que provocó la necesidad de que la placa inferior del cargador tuviera una extensión de bloque de madera. Una vez que comenzó la Segunda Guerra Mundial, la necesidad de armas pasó rápidamente de la competición y el deporte al ejército, por lo que la producción de Olympia se ralentizó.

## Variantes
El modelo 1936 Olympia II se lanzó en cuatro versiones durante la producción de 1936-1944. Las variaciones dentro de los modelos pueden incluir: longitudes y diseños de cañón, diseños de empuñadura y correderas de acero o aleación de aluminio. Tres variantes utilizaron munición de cal.22 LR y la versión Schnellfeuer utilizó un cañón diferente para el cal.22 corto. Todos los modelos tienen una ranura de alineación y agujeros perforados en frente del guardamonte para pesos de competición. Entre 1936 y 1937 el cañón era redondo y los pesos del cañón se enganchaban sobre la cabeza y después de 1937 el cañón tenía lados planos e incluía una ranura inferior para los pesos delanteros. 
Sport Modell (Estándar)
Cal .22 LR, cañón de 190 mm (7.4")", cargador de 10 cartuchos, 31 oz. Llegó con empuñaduras de madera a cuadros, miras ajustables y un cañón azulado. Las versiones anteriores a 1937 tienen un cañón redondo y las versiones posteriores a 1937 tienen un cañón plano. La Olympia Sport, Pentathlon y Rapid Fire podrían equiparse con hasta cuatro pesos de cañón: tienen una ranura en la parte inferior del cañón para unir los pesos y se perforan dos orificios delante del guardamonte para unir los pesos del marco. 
Fünfkampf (Pentatlón)
Cal.22 LR, cañón de 240 mm (9,5”) con rotura de boca roscada opcional que le otorga una longitud total de 33 cm (13").  Agujeros ranurados y roscados para pesas de barril y marco. Incluye un indicador de cámara cargada. La mira delantera tiene inserto de marfil blanco. 
Jägerschaftspistole (cazador)
Cal.22 LR, barril de 120 mm (4"), mangos delgados, 27 onzas. El asiento para la vista delantera tiene una rampa curva, no una rampa escalonada. Introducido en 1938, el modelo Jägerschaft fue diseñado para la competencia de la Asociación Alemana de Cazadores y presenta una seguridad de 2 posiciones. 
Schnellfeuer (fuego rápido)
Cal.22 Kurz (Corto), barril de 190 mm (7.4"), corredera de aleación de aluminio, cargador de 6 cartuchos, 29 oz. . Ranuras y agujeros roscados para pesas de barril y marco. 
Peso de cañón
Cuatro patrones para pesos de cañón, un peso (6.3 oz.) Encaja en una ranura debajo del cañón y un segundo peso con esquinas redondeadas se puede atornillar al primero para mayor estabilidad. el peso principal (16.2 oz.) se puede atornillar en dos orificios roscados delante del gatillo, con un pequeño peso adicional (3.2oz.) que se puede atornillar al peso principal. Los pesos pueden estar numerados con dos dígitos para indicar que son parte de un conjunto. 
Corredera
La corredera está hecha de acero cuando tiene cámaras para municiones de .22 LR y aleación de aluminio para calibre .22 Short. La corredera de aleación de aluminio tiene un acabado anodizado de bronce oscuro o fue pintada de negro mate después de 1939. 
Gatillo
La presión del disparador tenía que ser de 500 gramos para .22 corto en las regulaciones ISSF, en comparación con 1.360 gramos para .22LR en la década de 1930. Hoy en día .22 LR se reduce a 1,000 gramos. Se perforaron algunos protectores de gatillo para un tornillo de fijación para restringir el movimiento hacia atrás, aumentando así la velocidad en los eventos de Fuego rápido. 
Empuñaduras/Mangos
Hay dos tipos de agarres, una hinchazón parcial del pulgar (Jaeger) y una hinchazón completa del pulgar (modelos de destino). Presumiblemente había puños zurdos y diestros, para acomodar la hinchazón del pulgar. Ambos lados de las empuñaduras pueden estar estampados con el número de serie de la pistola en el interior de la carcasa. 
Marcos y marcas de correderas
Marcas del lado izquierdo: Walther Waffenfabrik Walther Zella-Mehlis (Thür.) Patente Walthers OLYMPIA-PISTOLE. Marcas del lado derecho: rifle largo CAL.22 (no se usa alemán) o kurz CAL.22 (corto). Los sellos de prueba en el barril y el marco están marcados en el lado derecho (ver abajo). El lado derecho puede incluir la palabra SUECIA. (Después de 1939, las pistolas fueron vendidas a las potencias neutrales de Suiza y Suecia. ) Las pistolas importadas a los EE. UU. Incluirán el nombre y el stado del importador estampados en el marco. Los 'Traer' de la Segunda Guerra Mundial no tienen un sello de importador, pero el Ejército de EE. UU. Emitió una carta de importación al personal militar. 
Sellos de prueba
Antes de 1939, el marco, el cañón y la corredera desmontable están sellados con una corona (corona) encima de una letra. El marco tiene dos letras (U, B), la diapositiva tres letras (N, B, U) y el barril tiene cuatro letras (G, N, B, U). Las letras se refieren a un proceso: Krone G: Gezogener Lauf, (barril estriado) Krone N: Nitropulver (nitro en polvo) Krone B: ??? (arma terminada en fábrica) Krone U: Untersuchungsbeschuß, el sello final, que representa al Comité de Investigación (información pública). Después de 1939, el marco, el barril y la corredera se estamparon con el águila sobre N. Cada conexión marco-barril tiene una marca testigo, una delgada línea de perforación que verifica la alineación coincidente. 
Cargador
El cargador cal.22 LR tiene capacidad para diez cartuchos. El cargador corto cal.22 tiene un pasador extraíble dentro del bloque que impide que el cargador acepte más de seis cartuchos, para competición. Los primeros cartuchos tienen una base de madera que funciona al ras con el agarre extendido y los cartuchos posteriores tienen un bloque de extensión hecho de Trolitan, un material de resina similar a la baquelita hecha por Trolitan-Presswerk. El resorte del cargador .22 LR tiene un diseño en zig-zag y el resorte del .22 short es largo y redondo. Los primeros modelos tenían la base de madera estampada con el número de serie en el lateral. La carcasa de cobre estándar .22 rondas adecuada para su uso en rifles de cerrojo no se consideraba munición funcional en las Walther Olympia semiautomáticas.